# 通扬运河
通扬运河，是从中華人民共和國江苏省南通市到江苏省扬州市之间的东西向的运河，位于江苏省里下河水网南部。通扬运河有两条，一条是西汉开凿的老通扬运河，一条是1958年新开挖的新通扬运河，两条通扬运河近乎平行，新通扬运河在扬州市江都区宜陵镇五里窑穿过老通扬运河，呈剪刀形交叉。五里窑以西，新河在老河南侧；五里窑以东，新河在老河北侧。

## 老通扬运河
老通扬运河现西起扬州市东郊湾头镇，与里运河相接，东经江都区、泰州市海陵区、姜堰区至海安县与串场河相会，再折向东南，经如皋市至南通市入长江，全长150公里，一说长154公里。为区别于1958年的新通扬运河，故称之为老通扬运河。始建于西汉文景年间（公元前179～前141），由吴王刘濞主持开凿，用以运盐，亦称上官运盐河、运盐河、盐河，从扬州湾头经海安到如皋东陈乡的杨家湾止。为古盐运河的一级河道。《宋史·河渠志》记载，“汉吴王濞开邗沟通运海陵”，这是迄今为止有关上官运盐河的最早史料，也是两淮古代盐产品运销的开端。现存最早的扬州地方志书《嘉靖惟扬志》明确写：“吴王濞开邗沟自扬州茱萸湾通海陵仓及如皋蟠溪。”这是上官运盐河的初始段，也是其主干段。《海安县志》记载，上官运盐河从“扬州湾头经海安至三十里墩，计长一百九十五里”。唐朝时来中国的日本僧人圆仁在其所著的《入唐求法巡礼行记》中有较为生动的描述，称“盐官船运盐，或三四船，或四五船，双结续编，不绝数十里，相随而行”。
十世纪初又从此向东南延伸至白蒲镇。白蒲镇南有古横江，为了漕运、盐运需要，在后周世宗显德中（954-958年）通州向西北凿河四十里，隔清水港（即古横江）接通白蒲镇任家渡，后因在公元983-1058年间古横港淤死，南岸与北岸相连。在宋嘉佑中（1056-1063年）静海知县张次元从任口向北开运河接通白蒲。与此同时，淮南江浙荆湖制置发运副使徐的，调兵夫浚治泰州、通州、海安、如皋各漕河，至此该河就形成为从扬州直达通州盐运、漕运干道。经历代多次改建盐仓坝由任家港入江。由海安的三十里墩折向东南，流经油坊头、如皋，从而沟通今南通市区域内的各盐场，进而贯通江海。
清代，为杜绝私盐买卖和制止盐产品的逃税漏税行为，确保清政府的国家税收来源，清廷又专门制定法规，强令淮南所产盐产品全部经由运盐河向外转运，最后在今扬州市境内的仪征解捆入江。清康熙年间，淮南盐汇总东台，经运盐河至泰州，再经扬州运至十二圩总栈，由运商运往扬子江两岸。清朝宣统元年（1909）改称通扬运河。 
由于泰州主城区南扩和泰州引江河工程的实施，老通扬运河已成为泰州主城区横向引排及生态型的骨干河道，其航运功能渐为周山河所替代。“十一五”期间泰州市政府推进南官河城区段改线工程，按五级航道标准整治南官河以西４公里周山河航道，改建周山河临近泰州引江河处建有周山河套闸。

## 新通扬运河
新通扬运河西起扬州市江都区仙女镇的江都水利枢纽工程，接芒稻河，向东经泰州市，至海安县县城凤山与通榆河相接。全长90.1公里。新通扬运河是为了解决里下河的灌溉水源而于1958年确定开挖。